# Bira do Pindaré
Ubirajara do Pindaré Almeida Sousa, mais conhecido como Bira do Pindaré (Pindaré-Mirim, 1º de novembro), é um político, advogado e bancário brasileiro filiado ao PSB. 

## Trajetória Política
Nascido em Pindaré-Mirim, mudou-se com a família para São Luís, aos seis anos de idade.
Bira começou sua jornada política na Pastoral da Juventude da Igreja católica, e ao lado de outros onze jovens, fundou o primeiro grupo de jovens da comunidade católica do Vinhais. Depois organizou os jovens na paróquia e finalmente na diocese, com a ajuda do Padre Vilson Basso, que hoje é bispo de Caxias. Formou-se em Direito pela UFMA, onde no anos de 1988 e 1989, rearticulou a pastoral universitária, e ingressou no movimento estudantil, onde teve a oportunidade de ser dirigente do diretório central dos estudantes - DCE.
Concursado da Caixa Econômica Federal, foi convidado a fazer parte do movimento de oposição bancaria, tornou-se dirigente sindical bancário, vindo adiante a presidir um dos mais importantes sindicatos do Maranhão (1997-2000), o Sindicato dos Bancários. 
Com a eleição do presidente Lula (PT), foi designado para o cargo de Delegado Regional do Trabalho no ano de 2003, onde exerceu atividades contra trabalho escravo no estado. Em 2005, tornou-se Mestre em Políticas Públicas, pela Universidade Federal do Maranhão.
Em 2006, foi candidato a Senador. Nessa campanha, enfrentou os ex-governadores João Castelo (PSDB) e Epitácio Cafeteira (PTB), ficando em terceiro lugar com 557.035 votos (21,58%) e tendo vencido na cidade de São Luís.
Em 2008, apoiou a candidatura de Flávio Dino (PCdoB) a Prefeito de São Luís. 
Em 2010 foi candidato a deputado estadual sendo eleito com 23.054 votos. 
Em 2013, anunciou sua desfiliação do Partido dos Trabalhadores, por divergências políticas quanto à participação do partido no governo Roseana Sarney. 
Foi reeleito deputado estadual em 2014, pelo Partido Socialista Brasileiro (PSB).
Em fevereiro de 2015, foi nomeado Secretário de Ciência e Tecnologia (SECTI), na gestão de Flávio Dino, onde ficou até março de 2016.
Foi eleito deputado federal em 2018, com 99.598 votos. Em 2022, não conseguiu a reeleição.
Em fevereiro de 2023, é anunciado Secretário de Agricultura Familiar, na gestão do governador Carlos Brandão.

## Eleições
- Em outubro de 1996, disputou as eleições pela primeira vez, foi candidato a vereador da cidade de São Luís, pelo PT.
- Em outubro de 2000, foi novamente candidato a ocupar uma cadeira na Câmara Municipal da capital.
- Em outubro de 2006 ,foi candidato ao Senado Federal, enfrentando os ex-governadores João Castelo (PSDB) e Epitácio Cafeteira (PTB), obteve a expressiva votação de mais de 500 mil votos.
- Em outubro de 2010, venceu seu primeiro pleito, sendo eleito deputado estadual com 23.054 votos
- Em outubro de 2014, é reeleito para mais um mandato na Assembleia Legislativa, com 38.829 votos
- Em outubro de 2018, foi eleito deputado federal pelo Maranhão pelo PSB, com 99.598 votos.
- Em novembro de 2020, foi candidato a prefeito de São Luís, tendo recebido 22.024 votos (4,30%).[8]
- Em outubro de 2022, não consegue a reeleição, obtendo 60.922 votos.[9]